# Jona Niemiec
Jona Niemiec (* 19. September 2001 in Lüdenscheid) ist ein deutsch-polnischer Fußballspieler.

## Karriere
Niemiec’ Begeisterung für den Vereinsfußball begann in Lüdenscheid. Über den Mehrspartensportverein Lüdenscheider Turnverein von 1861, dessen Fußballabteilung er bis 2017 angehört hatte, spielte er anschließend eine Saison lang in der B-Jugendmannschaft des SC Lüdenscheid in der Staffel 4 der Bezirksliga Westfalen, anschließend und dem Alter entsprechend in der A-Jugendmannschaft von Rot-Weiß Lüdenscheid, für die er ebenfalls in der zuvor genannten Spielklasse zwei Jahre lang spielte.
Dem Jugendalter entwachsen, war er dann eine Saison lang für die TSG Sprockhövel in der fünftklassigen Oberliga Westfalen das erste Mal im Seniorenbereich aktiv. Doch aufgrund der COVID-19-Pandemie in Deutschland wurde die Saison 2020/21 nach dem neunten Spieltag abgebrochen; Niemiec kam vom 6. September bis zum 18. Oktober in sieben Punktspielen zum Einsatz, in denen er drei Tore erzielte.
Zur Saison 2021/22 wurde er von Fortuna Düsseldorf verpflichtet und zunächst in der Zweiten Mannschaft in der viertklassigen Regionalliga West eingesetzt. Bis zum Saisonende 2022/23 wurde er 45 Mal eingesetzt, wobei er 14 Tore erzielte. Während dieser Zeit kam er am 12. Februar 2023 (20. Spieltag) für die Erste Mannschaft in der 2. Bundesliga zu seinem Debüt. Beim 2:0-Sieg im Heimspiel gegen den SV Sandhausen wurde er in der 79. Minute für Felix Klaus eingewechselt. Im März 2023 wurde er dauerhaft an die Zweitligamannschaft gebunden – mit seinem ersten und bis zum 30. Juni 2026 gültigen Profivertrag. Bis zum Ende der Saison wurde er zwölfmal eingesetzt, wobei er am 24. Februar 2023 (22. Spieltag) beim 3:1-Sieg im Heimspiel gegen Eintracht Braunschweig mit dem Treffer zum Endstand in der 85. Minute sein erstes Zweitligator erzielte.